# Red Moon (Mamamoo)
Red Moon è il settimo EP del gruppo femminile sudcoreano Mamamoo. 
Pubblicato dalla RBW Entertainment il 16 luglio 2018 e distribuito dalla LOEN Entertainment, l'EP contiene il brano principale Egotistic, e il singolo solistico di Moonbyul in collaborazione con Seulgi intitolato Selfish, e il singolo Rainy Season. L'album è il secondo album del progetto 4 Seasons, 4 Colors.

## Tracce
1. Midnight Summer Dream (여름밤의 꿈?) – 3:18 (testo: Cosmic Sound, Moonbyul, Cosmic Girl – musica: Cosmic Sound, Cosmic Girl)
2. Egotistic (너나해?) – 3:16 (Kim Do-hoon, Park Woo-sang)
3. Rainy Season (장마?) – 3:42 (testo: Park Woo-sang – musica: Kim Do-hoon, Park Woo-sang)
4. Sky! Sky! (하늘하늘) (청순?) – 3:21 (testo: Yongbae, Moonbyul, Iggy – musica: Yongbae, Iggy)
5. Sleep in the Car (잠이라도 자지?) – 3:22 (testo: Hwasa, Moonbyul, Solar, Kim Do-hoon – musica: Solar, Kim Do-hoon)
6. Moonbyul – Selfish (feat. Seulgi) – 3:12 (Park Woo-sang)

## Classifiche

### Album
| Classifica (2018)                 | Posizione massima |
| --------------------------------- | ----------------- |
| French Download Albums (SNEP)     | 48                |
| South Korean Albums (Gaon)        | 3                 |
| US Heatseekers Albums (Billboard) | 25                |
| US World Albums (Billboard)       | 4                 |

### Singoli
"Rainy Season" (장마)
| Classifica (2018)          | Posizione massima |
| -------------------------- | ----------------- |
| South Korea (Gaon)         | 2                 |
| South Korea (Kpop Hot 100) | 3                 |

## Riconoscimenti

### Premi dei programmi musicali

#### "Egotistic"
- The Show
  - 24 luglio 2019
- M Countdown
  - 2 agosto 2018